# Alberto Bonisoli
Alberto Bonisoli (n. Castel d'Ario, Región de Lombardía, Italia, 26 de diciembre de 1961) es un político y profesor universitario italiano. Pertenece al partido Movimiento 5 Estrellas. Entre junio de 2018 y septiembre de 2019 fue ministro de Bienes y Actividades Culturales de la República Italiana.

## Biografía
Nació el día 26 de diciembre del año 1961 en la localidad italiana de Castel d'Ario, que está situada en la Provincia de Mantua y Región de Lombardía.
En el año 1986, se graduó por la Universidad Comercial Luigi Bocconi, en la cual tiempo más tarde acabó trabajando como profesor de Gestión de la Innovación.
Desde 2008 a 2013, fue decano de la escuela privada de diseño, Domus Academy en Milán.
Desde 2012, fue director de la Nueva Academia de Bellas Artes de Milán (NABA).
Desde 2013, fue presidente de la plataforma "Piattaforma Sistema Formativo Moda". Y, desde 2017, fue presidente de la institución "Alta formazione artistica, musicale e coreutica" (AFAM).
Inició su carrera política como militante del partido, Movimiento 5 Estrellas (M5S).
Tras las Elecciones generales de Italia de 2018, fue candidato a la Cámara de Diputados por la circunscripción electoral de Lombardía, pero finalmente no logró obtener ningún escaño.
El día 1 de junio de 2018, el presidente del Consejo de Ministros Giuseppe Conte, le nombró Ministro de Bienes y Actividades Culturales de la República Italiana. Sustituye en este cargo a Dario Franceschini.

### Ministro de Bienes y Actividades Culturales
En el mes de julio de 2018, anunció que quería abolir la medida sobre el acceso gratuito a los museos italianos el primer domingo del mes. Su declaración provocó objeciones en las redes sociales. Más tarde aclaró que quería cambiar la medida, permitiendo a los directores de los museos elegir cuándo las personas pueden obtener una entrada gratuita a sus museos. El nuevo plan todavía está siendo refinado.
En agosto de 2018, tras el derrumbe del techo de una iglesia en la ciudad de Roma, firmó una orden administrativa para activar una unidad especial llamada "Unità per la Sicurezza del Patrimonio Culturale". Su objetivo es monitorear edificios y sitios protegidos por la lista del patrimonio cultural, evitando posibles problemas de seguridad. El jefe de esta unidad es Fabio Carapezza Guttuso.
El día 27 de septiembre de 2018, asistió a la reapertura de la restaurada Capilla de la Sábana Santa en Turín, que había estado cerrada por más de 20 años, después de que un incendio casi la destruyera en 1997.
El 16 de octubre de 2018, visitó el Parque Arqueológico de Pompeya. Junto con el director de esta área, Massimo Osanna, anunció un descubrimiento que cambió la fecha de la erupción del monte Vesubio en el año 79 que destruyó Pompeya, Herculano y toda el área alrededor del Monte Vesuvio.
El 31 de octubre de 2018, viajó a la ciudad de Washington D. C. (Estados Unidos) para celebrar más de 15 años de cooperación entre las autoridades estadounidenses y la unidad especial del Arma de Carabineros, Comando Carabinieri para la Protección del Patrimonio Cultural (más conocidos como "Carabinieri T.P.C."), que es responsable de combatir el comercio ilegal de objetos del patrimonio cultural robados de Italia y vendidos en todo el mundo. Durante este evento, un delegado del FBI devolvió tres antiguos jarrones griegos a Italia.